# Diplectrona kirimaduhela
Diplectrona kirimaduhela är en nattsländeart som beskrevs av Schmid 1958. Diplectrona kirimaduhela ingår i släktet Diplectrona och familjen ryssjenattsländor. Inga underarter finns listade i Catalogue of Life.